# Championnat d'Arménie féminin de volley-ball
Le championnat d'Arménie de première division de volley-ball féminin, est la plus importante compétition nationale organisé par la Fédération arménienne de volley-ball (Volleyball Federation of Armenian, VFA, en arménien : Հայաստանի Վոլեյբոլի Ֆեդերացիա), il a été créé en 1992. La compétition est organisée au printemps-automne de la même année, des équipes du Haut-Karabagh y participent également.

## Palmarès
| Année | Champion         | Finaliste    | Troisième           |
| ----- | ---------------- | ------------ | ------------------- |
| 1992  | Oasis Echmiadzin |              |                     |
| 1993  | Oasis Echmiadzin |              |                     |
| 1994  | Oasis Echmiadzin |              |                     |
| 1995  | Oasis Echmiadzin |              |                     |
| 1996  | FIMA Erevan      |              |                     |
| 1997  | FIMA Erevan      |              |                     |
| 1998  | NJDEH Erevan     |              |                     |
| 1999  | NJDEH Erevan     |              |                     |
| 2000  | Artik            |              |                     |
| 2001  | NJDEH Erevan     |              |                     |
| 2002  | Sisian           |              |                     |
| 2003  | Sisian           |              |                     |
| 2004  | NJDEH Erevan     |              |                     |
| 2005  | Sisian           |              |                     |
| 2006  | NJDEH Erevan     | Artik        | Sisian              |
| 2007  | NJDEH Erevan     |              |                     |
| 2008  | NJDEH Erevan     |              |                     |
| 2009  | NJDEH Erevan     |              |                     |
| 2010  | Sisian           | NJDEH Erevan | Artsakh Stepanakert |
| 2011  | Sisian           | NJDEH Erevan | Artsakh Stepanakert |
| 2012  | Sisian           |              |                     |
| 2013  | Sisian           |              |                     |
| 2014  | NJDEH Erevan     |              |                     |
| 2015  | NJDEH Erevan     |              |                     |
| 2016  | Khommand Erevan  |              |                     |
| 2017  | Khommand Erevan  |              |                     |